# لئو هیلده
لئو هیلده (انگلیسی: Leo Hjelde؛ زادهٔ ۲۶ اوت ۲۰۰۳) بازیکن فوتبال اهل نروژ است.
وی همچنین در تیم‌های ملی فوتبال نوجوانان، جوانان و زیر ۲۱ سال نروژ بازی کرده‌است.

## دوران باشگاهی

### سلتیک
در ۲۹ ژوئیه ۲۰۱۹، هیلده در ۱۵ سالگی قراردادی حرفه ای با باشگاه سلتیک اسکاتلند امضا کرد. او را مستقیماً به تیم ذخیره فرستادند.

#### راس کانتی (قرضی)
در ۲۲ ژانویه ۲۰۲۱، هیلده برای باقی مانده فصل به صورت قرضی با تیم حاضر در پرمیرشیپ راس کانتی قرارداد امضا کرد. او اولین بازی خود را در لیگ روز بعد در مقابل رنجرز در شکست ۵–۰ انجام داد.
او اولین گل حرفه‌ای خود را در ۶ مارس ۲۰۲۱ در پیروزی ۳–۲ مقابل باشگاه فوتبال کیلمارنوک به ثمر رساند.

### لیدز یونایتد
در ۲۷ اوت ۲۰۲۱، هیلده با مبلغی نامشخص به باشگاه فوتبال لیدز یونایتد پیوست و قراردادی چهار ساله در الند رود امضا کرد.
هیلده اولین بازی خود را برای لیدز یونایتد در ۹ ژانویه ۲۰۲۲ در ترکیب اصلی در شکست ۲–۰ در دور سوم جام حذفی فوتبال انگلیس مقابل باشگاه فوتبال وستهام یونایتد انجام داد. او هفته بعد اولین بازی خود را در لیگ برتر فوتبال انگلیس انجام داد، همچنین در تقابل با وستهام، زمانی که در نیمه اول به عنوان جانشین جونیور فیرپو در جریان برد ۳–۲ لیدز به میدان رفت و تبدیل به جوان‌ترین بازیکن نروژی شد که در لیگ برتر بازی می‌کند.

## زندگی شخصی
هیلده پسر یان اولاف هیلده، مدافع سابق باشگاه فوتبال ناتینگهام فارست و روزنبرگ است که زمانی که لئو در انگلیس به دنیا آمد، برای باشگاه فوتبال بوسان ای‌پارک در کی لیگ کره جنوبی بازی می‌کرد. یان اولاف برای مدت کوتاهی به انگلستان بازگشت تا شاهد تولد لئو باشد، پس از آن خانواده برای چند ماه به کره جنوبی نقل مکان کردند تا با یان اولاف در بوسان زندگی کنند. آنها در اواسط سال ۲۰۰۴ به انگلستان بازگشتند و متعاقباً پس از پایان دوره دو ساله یان اولاف در باشگاه فوتبال منزفیلد تاون در سال ۲۰۰۷ به نروژ نقل مکان کردند.